# دكاكيرية السحق
دكاكيرية السحق أو توثين الهرس هو شكل من أشكال الدكاكيرية والشذوذ الجنسي يتمثل في حدوث إثارة جنسية عند سحق أو ملاحظة سحق الأشياء، وتختلف طبية الأشياء المسحوقة التي قد تكون مواد جامدة (مثل الطعام) أو كائنات حية، سواء كانت من الفقاريات (مثل الكلاب والقطط أو حتى البشر)، أو اللافقاريات (مثل الحشرات والقواقع والديدان والعناكب). 
أحيانا يتضمن السحق إحداث القتل  أو التعذيب المطول حتى وفاة الحيوانات المقيدة، وتدين منظمات الرفق بالحيوان مثل هذه الممارسات وتعتبرها مسيئة للغاية.
قد يكون الدافع وراء هذه السلوكيات (السحق) هو محاولة إنتاج فيلم يسجل عملية السحق ليتم بيعه على الإنترنت لمحبي السحق الذين يجدون الإشباع الجنسي في مثل هذا المحتوى.
لا توجد حاليًا قوانين تحظر سحق الحيوانات على وجه التحديد، لكن إنتاج أفلام سحق الفقاريات الحية أو الاتجار فيها لأغراض شبقية يُعد أمرا غير قانوني في العديد من البلدان، ومنها الولايات المتحدة والمملكة المتحدة.

## التصنيف
استخدم مصطلح فيتيشية السحق لتصنيف السحق استنادا إلى نوع الكائن المعرض للسحق:
- «سحق ناعم» - ويتضمن سحق الأشياء الجامدة واللافقاريات، وهو النوع الشكل الأكثر شيوعًا، ويفضل محبي السحق الناعم تمييز أنفسهم عن غيرهم من محبي السحق، معتقدين أن غيرهم يتسبب لهم في سمعة سلبية لا داعي لها.[5]

- «سحق صلب» - ويتضمن سحق الفقاريات، ويُعتبر أكثر قسوة من السحق الناعم حيث يُعتقد بشكل عام أن الفقاريات لديها قدرة أكبر على تحمل الألم.[6]

- «فيتيشية الدهس» - وتتضمن سحق البشر.[7]